# Sex & Drugs & Rock & Roll
"Sex & Drugs & Rock & Roll" is een nummer van de Britse zanger Ian Dury uit 1977.
Ondanks dat drie bandleden van Dury's vaste band The Blockheads meespeelden op de single, werd deze single niet uitgebracht namens Ian Dury & THe Blockheads maar alleen namens Dury. Ian Dury schreef het nummer samen met Chaz Jankel. Dury schreeft de tektsen, en Jankel de muziek. De toonaangevende gitaarriff van het nummer is ook van de hand van Dury. Later hoorde Jankel het nummer "Ramblin" van Ornette Coleman uit 1959 wat precies dezelfde basriff heeft. Dury bood aan Coleman zijn verontschuldigingen aan, maar Coleman gaf aan het ook niet zelf geschreven te hebben maar overgenomen te hebben uit een oud folknummer.
Het nummer is door Stiff Records uitgebracht op single met "Razzle in My Pocket" als B-kant. De single kwam niet in de hitlijsten. Er werden in het Verenigd Koninkrijk slechts 19 duizend exemplaren verkocht. Desondanks kreeg het lovende reviews van de muziekpers en groeide het uit tot een culthit. 

## NPO Radio 2 Top 2000
| Nummer met noteringen in de NPO Radio 2 Top 2000 | '02  | '03  | '04  |
| ------------------------------------------------ | ---- | ---- | ---- |
| Sex & Drugs & Rock & Roll                        | 1965 | 1861 | 1813 |

1. ↑  Een vetgedrukt getal geeft de hoogste notering aan.
2. ↑  2002 was het eerste jaar met een notering voor dit nummer.
3. ↑  Deze tabel is bijgewerkt tot en met de laatste editie (2024).